# Thinking of You
"Thinking of You" pop je pjesma američke pjevačice Katy Perry. Objavljena je kao treći singl s njenog drugog studijskog albuma One of the Boys 12. siječnja 2009. u izdanju Capitol Recordsa.

## O pjesmi
"Thinking of You" prva je balada koju je Perry izdala kao singl. Pjesma se našla na međunarodnom soundtracku brazilske telenovele Caminho das Índias. Pjesma je u originalu trebala biti objavljena kao prvi singl s albuma One of the Boys, ali je objavljivanje odgođeno zbog velike popularnosti pjesme "I Kissed a Girl".

## Kritički osvrti

### Digital Spy
Perry se javnosti predstavila kontroverznim singlom "I Kissed a Girl" koji je postao iznimno popularan. Od tada je objavila i hit "Hot N Cold". Perry je javnosti vjerojatno poznata po svom dugom jeziku te otkačenom stilu odijevanja. Zbog svega toga postalo je očigledno da će sada objaviti "Thinking of You", ozbiljniju pjesmu koja pokazuje njene vokalne i spisateljske sposobnosti. Pjesma je soft rock balada, negdje između Alanis Morissette i Evanescenca. Ovdje nema ništa novo, zbog toga je to veliki izazov za Perry. Hoće li pjesma biti uspješna? Pa, zasigurno će biti teško.

## Popis pjesama
Promotivni CD
1. "Thinking Of You" (radijska verzija)
2. "Thinking Of You" (albumska verzija)
3. "Thinking Of You" (akustična uživo verzija)
4. "Thinking Of You" (instrumentalna verzija)

CD singl
1. "Thinking Of You" (albumska verzija)
2. "Thinking Of You" (akustična uživo verzija)

## Videospotevi

### Originalni
Prvi spot za singl "Thinking of You" snimljen je 2007. godine, na YouTube je procurio tijekom svibnja 2008., ali je ubzo uklonjen. U videu Perry je prikazana u nekoliko prostorija. U bijeloj koja sugerira nasilje, tamnoj gdje je Perry nesretna te neko oblačno mjesto. Perry je za video izjavila da je to video koji je napravio prijatelj i nikada neće biti komercijalno objavljen.

### Službeni
Službeni spot za singl "Thinking of You" snimljen je tijekom prvog tjedna u prosincu 2008. godine pod redateljskom palicom Meline. Video prikazuje retrospekciju mlade djevojke kojoj je dečko ubijen tijekom Drugog svjetskog rata. Perry nije zadovoljna svojom novom ljubavi i želi da se njen preminuli dečko vrati.

## Top liste
| Top liste (2009.)     | Najviša pozicija |
| --------------------- | ---------------- |
| Australija            | 34               |
| Austrija              | 18               |
| Kanada                | 24               |
| Nizozemska            | 18               |
| Europa                | 20               |
| Francuska             | 11               |
| Hrvatska              | 23               |
| Njemačka              | 19               |
| Irska                 | 38               |
| Švedska               | 29               |
| Švicarska             | 45               |
| UK                    | 27               |
| SAD Billbaord Hot 100 | 29               |
| SAD Pop Songs         | 21               |

## Singl u Hrvatskoj
| Tjedan   | 6  | 7  | 8  | 9  | 10 | 11 | 12 |
| -------- | -- | -- | -- | -- | -- | -- | -- |
| Pozicija | 49 | 33 | 30 | 23 | 30 | 33 | 37 |

## Certifikacije
| Država | Certifikacija | Prodaja |
| ------ | ------------- | ------- |
| Kanada | platinasta    | 40.000  |
| SAD    |               | 700.000 |

## Povijest objavljivanja
| Država                 | Datum              | Format                       |
| ---------------------- | ------------------ | ---------------------------- |
| SAD                    | 12. siječnja 2009. | airplay                      |
| Australija             | 19. siječnja 2009. | airplay                      |
| Europa                 | 20. veljače 2009.  | CD singl, digitalni download |
| Ujedinjeno Kraljevstvo | 3. ožujka 2009.    | CD singl, digitalni download |
| Australija             | 14. ožujka 2009.   | CD singl                     |
| Brazil                 | 25. svibnja 2009.  | airplay                      |